# KV64
KV64 là ngôi mộ của một vị vua Ai Cập nào đó (nhưng chưa được tìm thấy) không rõ có thể là của Vương triều 18, Nhà chôn cất này đã có thể được tái sử dụng cho Vương triều 22 trong việc chôn cất một người phụ nữ tên là Nehmes. Nehmes là một nữ ca sĩ, được chôn tại ngôi đền Karnak, trong Thung lũng của các vị Vua, gần Luxor, Ai Cập. Nó nằm trên đường đến ngôi mộ KV34 (của Thuthmosis III) trong chính Thung lũng của các vị Vua. KV64 đã được tìm thấy bởi Tiến sĩ Can Paulin-Grothe của các trường đại học Basel.
KV64 đã từng dự kiến sẽ được làm việc trong một tài liệu tham khảo dẫn đến một sự bất thường trong việc phát hiện bằng cách sử dụng radar quét xuyên đất bởi ARTP, dẫn đầu cuộc khám phá là Nicholas Reeves, được tiến hành vào mùa thu năm 2000. Trên thực tế ngôi mộ vẫn chưa đã được phát hiện.